# Temamatla, San Luis Potosí
Temamatla är en ort i Mexiko.   Den ligger i kommunen Tamazunchale och delstaten San Luis Potosí, i den sydöstra delen av landet, 200 km norr om huvudstaden Mexico City. Temamatla ligger 126 meter över havet och antalet invånare är 858.
Terrängen runt Temamatla är huvudsakligen kuperad, men åt nordost är den platt. Runt Temamatla är det ganska tätbefolkat, med 56 invånare per kvadratkilometer. Närmaste större samhälle är Tamazunchale, 4,0 km nordväst om Temamatla. I omgivningarna runt Temamatla växer huvudsakligen savannskog.